# Eleição municipal de João Pessoa em 2012
A eleição municipal de João Pessoa em 2012 ocorreu em dois turnos. O primeiro turno aconteceu em 7 de outubro e o segundo turno, para prefeito, foi realizado em 28 de Outubro do mesmo ano. A eleição em 2012 aconteceu para eleger um prefeito, um vice-prefeito, e 27 vereadores para a Câmara de Vereadores. O prefeito eleito pelo segundo turno das eleições foi Luciano Cartaxo (PT), que obteve 68,13% dos votos contra 31,87% do segundo colocado Cícero Lucena (PSDB). O mandato do atual prefeito vai até 31 de dezembro de 2016.
Os vereadores mais votados na eleição municipal de João Pessoa em 2012 foram: Raoni Mendes (PDT), Bruno Farias (PPS), Durval Ferreira (PP), Bira (PSB) e Eliza (PSDB).

## Candidatos a prefeito
|  | Nº | Candidato(a) a prefeito | Candidato(a) a prefeito                                | Candidato(a) a vice-prefeito | Candidato(a) a vice-prefeito                            | Coligação |
|  | -- | ----------------------- | ------------------------------------------------------ | ---------------------------- | ------------------------------------------------------- | --- |
|  | 13 |                         | Luciano Cartaxo (PT) Luciano Cartaxo Pires de Sá       |                              | Nonato Bandeira (PPS) Raimundo Nonato Costa Bandeira    | "Unidos por João Pessoa" - Partido dos Trabalhadores (PT) - Partido Popular Socialista (PPS) - Partido Progressista (PP) - Partido Republicano Brasileiro (PRB) |
|  | 15 |                         | José Maranhão (PMDB) José Targino Maranhão             |                              | Tavinho Santos (PTB) Aristávora de Sousa Santos         | "João Pessoa Mais Feliz" - Partido do Movimento Democrático Brasileiro (PMDB) - Partido Trabalhista Brasileiro (PTB) - Partido da Mobilização Nacional (PMN) - Partido da República (PR) - Partido Trabalhista Cristão (PTC) - Partido Pátria Livre (PPL)                                                                                |
|  | 16 |                         | Antônio Radical (PSTU) Antônio Ferreira Lima Neto      |                              | Marcelino Rodrigues (PSTU) Marcelino Rodrigues da Silva | Sem coligação - Partido Socialista dos Trabalhadores Unificado (PSTU) |
|  | 29 |                         | Lourdes Sarmento (PCO) Maria de Lourdes Sarmento       |                              | Michel Costa (PCO) Michel de Lucena Costa               | Sem coligação - Partido da Causa Operária (PCO) |
|  | 40 |                         | Estelizabel Bezerra (PSB) Estelizabel Bezerra de Souza |                              | Efraim Filho (DEM) Efraim de Araújo Morais Filho        | "Pra Seguir em Frente" - Partido Socialista Brasileiro (PSB) - Democratas (DEM) - Partido Republicano Progressista (PRP) - Partido Comunista Brasileiro (PCB) - Partido Democrático Trabalhista (PDT) - Partido Trabalhista Nacional (PTN) - Partido Social Democrático (PSD) - Partido Comunista do Brasil (PCdoB) - Partido Verde (PV) |
|  | 45 |                         | Cícero Lucena (PSDB) Cícero de Lucena Filho            |                              | Ítalo Kumamoto (PSC) Francisco Ítalo Duarte Kumamoto    | "Por amor a João Pessoa, Sempre!" - Partido da Social Democracia Brasileira (PSDB) - Partido Social Cristão (PSC) - Partido Social Democrata Cristão (PSDC) - Partido Social Liberal (PSL) - Partido Trabalhista do Brasil (PTdoB) - Partido Humanista da Solidariedade (PHS) - Partido Renovador Trabalhista Brasileiro (PRTB)          |
|  | 50 |                         | Renan Palmeira (PSOL) Renan Palmeira Costa             |                              | Ana Júlia (PSOL) Ana Júlia Soares Cardoso               | Sem coligação - Partido Socialismo e Liberdade (PSOL) |

## Coligações proporcionais
| Coligação                       | Partidos                 |
| ------------------------------- | ------------------------ |
| Unidos por João Pessoa 1        | PT, PPS e PCdoB          |
| Unidos por João Pessoa 2        | PSC e PRB                |
| Por amor a João Pessoa Sempre 1 | PSDB, PTN e PSDC         |
| Por amor a João Pessoa Sempre 3 | PTdoB e PSL              |
| João Pessoa do Futuro           | PRTB e PHS               |
| Pra Seguir em Frente 1          | PSB e PDT                |
| Pra Seguir em Frente 2          | PTN e DEM                |
| Pra Seguir em Frente 3          | PRP e PSD                |
| João Pessoa Mais Feliz 1        | PMDB, PTB e PR           |
| João Pessoa Mais Feliz 2        | PTC, PMN e PPL           |
| Sem coligação                   | PP, PV, PSTU, PCO e PSOL |

### Candidatos a vereador[3]
| Nº    | Candidato                     | Partido | Coligação                       | Situação               |
| 15111 | Abraão Cavalcanti             | PMDB    | João Pessoa Mais Feliz 1        | Deferido               |
| 10555 | Adauto Júnior                 | PRB     | Unidos por João Pessoa 2        | Deferido               |
| 50100 | Adelson Brandão               | PSOL    | PSOL                            | Indeferido             |
| 17000 | Adonai Golombko               | PSL     | Por amor a João Pessoa Sempre 3 | Deferido               |
| 50994 | Adriana Rocha                 | PSOL    | PSOL                            | Deferido               |
| 22600 | Aguiar                        | PR      | João Pessoa Mais Feliz 1        | Deferido               |
| 31246 | Ailton                        | PHS     | João Pessoa do Futuro           | Deferido               |
| 31111 | Alan Delon                    | PHS     | João Pessoa do Futuro           | Deferido               |
| 33111 | Alan Kardek                   | PMN     | João Pessoa Mais Feliz 2        | Deferido               |
| 29729 | Albanita                      | PCO     | PCO                             | Deferido               |
| 65500 | Alberto Rocha                 | PCdoB   | Pra Seguir em Frente 4          | Deferido               |
| 40123 | Aldenora Bezerra              | PSB     | Pra Seguir em Frente 1          | Deferido               |
| 50150 | Alécio Costa                  | PSOL    | PSOL                            | Deferido               |
| 65789 | Alemão                        | PCdoB   | Pra Seguir em Frente 4          | Deferido               |
| 13444 | Alessandro Algodão Doce       | PT      | Unidos por João Pessoa 1        | Renúncia               |
| 15888 | Alessandro do Motociclismo    | PMDB    | João Pessoa Mais Feliz 1        | Deferido               |
| 40010 | Alexandre Araruna             | PSB     | Pra Seguir em Frente 1          | Deferido               |
| 28045 | Alexandre Coronago            | PRTB    | João Pessoa do Futuro           | Deferido               |
| 65222 | Alexandre Mesquita            | PCdoB   | Pra Seguir em Frente 4          | Deferido               |
| 27345 | Alexandre Pacheco             | PSDC    | Por amor a João Pessoa Sempre 1 | Deferido               |
| 11911 | Alexandre Palitot             | PP      | PP                              | Deferido               |
| 15001 | Alexina Bezerra               | PMDB    | João Pessoa Mais Feliz 1        | Renúncia               |
| 33033 | Allan do Bessa                | PMN     | João Pessoa Mais Feliz 2        | Renúncia               |
| 20009 | Almira Batista                | PSC     | Unidos por João Pessoa 2        | Renúncia               |
| 28666 | Altageni                      | PRTB    | João Pessoa do Futuro           | Deferido               |
| 70555 | Alto Astral                   | PTdoB   | Por amor a João Pessoa Sempre 3 | Renúncia               |
| 19012 | Álvaro Costa                  | PTN     | Por amor a João Pessoa Sempre 1 | Deferido               |
| 27567 | Alves da Flamengueira         | PSDC    | Por amor a João Pessoa Sempre 1 | Deferido               |
| 33012 | Alysson Campelo               | PMN     | João Pessoa Mais Feliz 2        | Deferido               |
| 20200 | Amauri Almeida                | PSC     | Unidos por João Pessoa 2        | Deferido               |
| 65888 | Ana Célia                     | PCdoB   | Pra Seguir em Frente 4          | Deferido               |
| 14259 | Ana Cristina                  | PTB     | João Pessoa Mais Feliz 1        | Deferido               |
| 65024 | Ana Diniz                     | PCdoB   | Pra Seguir em Frente 4          | Deferido               |
| 15515 | Ana Germina                   | PMDB    | João Pessoa Mais Feliz 1        | Deferido               |
| 55293 | Ana Lima                      | PSD     | Pra Seguir em Frente 3          | Renúncia               |
| 25079 | Ana Lúcia                     | DEM     | Pra Seguir em Frente 2          | Deferido               |
| 23888 | Ana Maria                     | PPS     | Unidos por João Pessoa 1        | Renúncia               |
| 15114 | Ana Paula Ramalho             | PMDB    | João Pessoa Mais Feliz 1        | Deferido               |
| 28678 | Anaide                        | PRTB    | João Pessoa do Futuro           | Deferido               |
| 15333 | Andréa Maranhão               | PMDB    | João Pessoa Mais Feliz 1        | Deferido               |
| 13613 | Andrea Santos                 | PT      | Unidos por João Pessoa 1        | Deferido               |
| 22222 | André Lima                    | PR      | João Pessoa Mais Feliz 1        | Deferido               |
| 25800 | André Luís                    | DEM     | Pra Seguir em Frente 2          | Deferido               |
| 65444 | André Martins                 | PCdoB   | Pra Seguir em Frente 4          | Deferido               |
| 20789 | André Oliveira                | PSC     | Unidos por João Pessoa 2        | Deferido               |
| 29929 | André Sarmento                | PCO     | PCO                             | Deferido               |
| 45777 | André Valentim                | PSDB    | Por amor a João Pessoa Sempre 1 | Indeferido             |
| 13222 | Anselmo Castilho              | PT      | Unidos por João Pessoa 1        | Deferido               |
| 40697 | Antonio Atleta                | PSB     | Pra Seguir em Frente 1          | Deferido               |
| 13999 | Antonio Barbosa               | PT      | Unidos por João Pessoa 1        | Deferido               |
| 17271 | Antonio Fagundes              | PSL     | Por amor a João Pessoa Sempre 3 | Deferido               |
| 43001 | Antonio Marcos                | PV      | Pra Seguir em Frente 4          | Deferido               |
| 17007 | Aretuza Medeiros              | PSL     | Por amor a João Pessoa Sempre 3 | Deferido               |
| 11222 | Arroz                         | PP      | PP                              | Deferido               |
| 50567 | Arruda                        | PSOL    | PSOL                            | Deferido               |
| 43000 | Artur Gouveia                 | PV      | Pra Seguir em Frente 4          | Deferido               |
| 25251 | Babalu                        | DEM     | Pra Seguir em Frente 2          | Deferido               |
| 65321 | Barbosa                       | PCdoB   | Pra Seguir em Frente 4          | Deferido               |
| 13200 | Bené Siqueira                 | PT      | Unidos por João Pessoa 1        | Deferido               |
| 13200 | Benilton Lucena               | PT      | Unidos por João Pessoa 1        | Deferido               |
| 45006 | Berenice                      | PSDB    | Por amor a João Pessoa Sempre 1 | Indeferido             |
| 10170 | Betânia de Andrade            | PRB     | Unidos por João Pessoa 2        | Deferido               |
| 11666 | Beto de Clito                 | PP      | PP                              | Deferido               |
| 23013 | Beto Popular                  | PPS     | Unidos por João Pessoa 1        | Deferido               |
| 11444 | Bezerra                       | PP      | PP                              | Deferido               |
| 11234 | Biólogo Honorato              | PP      | PP                              | Deferido               |
| 40040 | Bira Pereira                  | PSB     | Pra Seguir em Frente 1          | Deferido com recurso   |
| 70630 | Biu Cabeleireiro              | PTdoB   | Por amor a João Pessoa Sempre 3 | Deferido               |
| 17112 | Biu da Burra                  | PSL     | Por amor a João Pessoa Sempre 3 | Deferido               |
| 22122 | Biuzinha                      | PR      | João Pessoa Mais Feliz 1        | Deferido               |
| 23231 | Bosco da Padaria              | PPS     | Unidos por João Pessoa 1        | Deferido               |
| 25333 | Bosquinho                     | DEM     | Pra Seguir em Frente 2          | Deferido               |
| 25123 | Bruce o Artista de Mangabeira | DEM     | Pra Seguir em Frente 2          | Deferido               |
| 23123 | Bruno Farias                  | PPS     | Unidos por João Pessoa 1        | Deferido               |
| 20333 | Bruno Linhares                | PSC     | Unidos por João Pessoa 2        | Deferido               |
| 28190 | Cabo Leão                     | PRTB    | João Pessoa do Futuro           | Deferido               |
| 55190 | Cabo Rocha                    | PSD     | Pra Seguir em Frente 3          | Deferido               |
| 70300 | Cabo Santos                   | PTdoB   | Por amor a João Pessoa Sempre 3 | Deferido               |
| 50111 | Café                          | PSOL    | PSOL                            | Indeferido             |
| 50550 | Calaço                        | PSOL    | PSOL                            | Deferido               |
| 29029 | Camilo Duarte                 | PCO     | PCO                             | Deferido               |
| 13678 | Camilo Macedo                 | PT      | Unidos por João Pessoa 1        | Deferido               |
| 45345 | Cantor Cicinho Lima           | PSDB    | Por amor a João Pessoa Sempre 1 | Deferido               |
| 65224 | Carlão                        | PCdoB   | Pra Seguir em Frente 4          | Deferido               |
| 55200 | Carlinho Pirata               | PSD     | Pra Seguir em Frente 3          | Deferido               |
| 40013 | Carlos Augusto                | PSB     | Pra Seguir em Frente 1          | Deferido               |
| 43192 | Carlos Cserhggadbellie        | PV      | Pra Seguir em Frente 4          | Deferido               |
| 33105 | Carlos Roberto                | PMN     | João Pessoa Mais Feliz 2        | Deferido               |
| 14640 | Carlos Santos                 | PTB     | João Pessoa Mais Feliz 1        | Deferido               |
| 11123 | Carlos Silva                  | PP      | PP                              | Deferido               |
| 11333 | Carmem Rejane                 | PP      | PP                              | Deferido               |
| 50662 | Caroline Silva                | PSOL    | PSOL                            | Indeferido             |
| 40007 | Carvalho                      | PSB     | Pra Seguir em Frente 1          | Deferido               |
| 65667 | Célio Pereira                 | PCdoB   | Pra Seguir em Frente 4          | Deferido               |
| 36670 | Célio Teotônio                | PTC     | João Pessoa Mais Feliz 2        | Deferido               |
| 10033 | Chagas Silva                  | PRB     | Unidos por João Pessoa 2        | Deferido               |
| 20010 | Chica Batista                 | PSC     | Unidos por João Pessoa 2        | Renúncia               |
| 11111 | Chico do Sindicato            | PP      | PP                              | Deferido               |
| 20002 | Chico Freire                  | PSC     | Unidos por João Pessoa 2        | Deferido               |
| 12112 | Chiquita do Rangel            | PDT     | Pra Seguir em Frente 1          | Indeferido             |
| 28123 | Cilene                        | PRTB    | João Pessoa do Futuro           | Deferido               |
| 36666 | Cininha Freire                | PTC     | João Pessoa Mais Feliz 2        | Deferido               |
| 19667 | Claudinho                     | PTN     | Pra Seguir em Frente 2          | Indeferido             |
| 36777 | Clécio Nunes                  | PTC     | João Pessoa Mais Feliz 2        | Deferido               |
| 25125 | Coronel Kelson                | DEM     | Pra Seguir em Frente 2          | Deferido               |
| 70234 | Cosme Vasconcelos             | PTdoB   | Por amor a João Pessoa Sempre 3 | Indeferido             |
| 36555 | Cristiano Leonardo            | PTC     | João Pessoa Mais Feliz 2        | Deferido               |
| 15151 | Cristina Lacet                | PMDB    | João Pessoa Mais Feliz 1        | Deferido               |
| 70333 | Dalva Nobre                   | PTdoB   | Por amor a João Pessoa Sempre 3 | Deferido               |
| 44266 | Dalvinha                      | PRP     | Pra Seguir em Frente 3          | Deferido               |
| 55222 | Damásio Franca Neto           | PSD     | Pra Seguir em Frente 3          | Deferido               |
| 25625 | Damião Gonçalves              | DEM     | Pra Seguir em Frente 2          | Deferido               |
| 15015 | Daniel Chianca                | PMDB    | João Pessoa Mais Feliz 1        | Deferido               |
| 19222 | Daniel do Social              | PTN     | Pra Seguir em Frente 2          | Deferido               |
| 28456 | Daniel Gomes                  | PRTB    | João Pessoa do Futuro           | Deferido               |
| 40789 | Danilson                      | PSB     | Pra Seguir em Frente 1          | Deferido               |
| 55233 | Dayana Miguel                 | PSD     | Pra Seguir em Frente 3          | Deferido               |
| 55700 | Dayana Rodrigues              | PSD     | Pra Seguir em Frente 3          | Deferido               |
| 20222 | D'Dois                        | PSC     | Unidos por João Pessoa 2        | Deferido               |
| 22444 | Deda da Gauchinha             | PR      | João Pessoa Mais Feliz 1        | Deferido               |
| 11112 | Delegada Joana D'Arc          | PP      | PP                              | Deferido               |
| 11511 | Denilzo Batista               | PP      | PP                              | Deferido               |
| 36000 | Denylson Souza                | PTC     | João Pessoa Mais Feliz 2        | Deferido               |
| 11572 | Deonice Santos                | PP      | PP                              | Renúncia               |
| 11191 | Deo Nunes                     | PP      | PP                              | Deferido               |
| 31666 | Deusamar                      | PHS     | João Pessoa do Futuro           | Deferido               |
| 43123 | Diego Lopes                   | PV      | Pra Seguir em Frente 4          | Deferido               |
| 31100 | Dijair Laurindo               | PHS     | João Pessoa do Futuro           | Deferido               |
| 22789 | Dinho                         | PR      | João Pessoa Mais Feliz 1        | Deferido               |
| 23444 | Djanilson                     | PPS     | Unidos por João Pessoa 1        | Deferido               |
| 20004 | Dora                          | PSC     | Unidos por João Pessoa 2        | Deferido               |
| 65999 | Douglas Abrantes              | PCdoB   | Pra Seguir em Frente 4          | Deferido               |
| 43500 | Dr. Alfredo Ferretti          | PV      | Pra Seguir em Frente 4          | Deferido               |
| 70444 | Dr. Ari                       | PTdoB   | Por amor a João Pessoa Sempre 3 | Deferido               |
| 44444 | Dr. Leidson Holanda           | PRP     | Pra Seguir em Frente 3          | Deferido               |
| 23456 | Dr. Levi                      | PPS     | Unidos por João Pessoa 1        | Deferido               |
| 45645 | Dr. Luís Flávio               | PSDB    | Por amor a João Pessoa Sempre 1 | Deferido               |
| 70147 | Dr. Pedro Pontes da ASDEF     | PTdoB   | Por amor a João Pessoa Sempre 3 | Deferido               |
| 14444 | Dr. Reinaldo                  | PTB     | João Pessoa Mais Feliz 1        | Deferido               |
| 13213 | Dr. Salomão                   | PT      | Unidos por João Pessoa 1        | Deferido               |
| 70567 | Dr. Welando                   | PTdoB   | Por amor a João Pessoa Sempre 3 | Deferido               |
| 13135 | Dr. Zé Neto                   | PT      | Unidos por João Pessoa 1        | Deferido               |
| 20600 | Dra. France                   | PSC     | Unidos por João Pessoa 2        | Deferido               |
| 17989 | Dra. Lúcia                    | PSL     | Por amor a João Pessoa Sempre 3 | Deferido               |
| 23713 | Dra. Socorro Gadelha          | PPS     | Unidos por João Pessoa 1        | Deferido               |
| 43555 | Dudu                          | PV      | Pra Seguir em Frente 4          | Deferido               |
| 11411 | Durval Ferreira               | PP      | PP                              | Deferido               |
| 65333 | Edelson Ribeiro               | PCdoB   | Pra Seguir em Frente 4          | Deferido               |
| 55655 | Edes Barbosa                  | PSD     | Pra Seguir em Frente 3          | Deferido               |
| 45444 | Edirce                        | PSDB    | Por amor a João Pessoa Sempre 1 | Deferido               |
| 23001 | Edite                         | PPS     | Unidos por João Pessoa 1        | Indeferido             |
| 36456 | Edjane                        | PTC     | João Pessoa Mais Feliz 2        | Deferido               |
| 31003 | Edmilson de Mangabeira        | PHS     | João Pessoa do Futuro           | Deferido               |
| 65000 | Edmilson Limeira              | PCdoB   | Pra Seguir em Frente 4          | Deferido               |
| 27776 | Edmundo                       | PSDC    | Por amor a João Pessoa Sempre 1 | Deferido               |
| 65040 | Ednaldo da Moradia            | PCdoB   | Pra Seguir em Frente 4          | Deferido               |
| 50050 | Ednaldo Luciano               | PSOL    | PSOL                            | Indeferido             |
| 11456 | Ednaldo Poiva                 | PP      | PP                              | Deferido               |
| 25012 | Edrizio Costa                 | DEM     | Pra Seguir em Frente 2          | Deferido               |
| 11122 | Edson Cruz                    | PP      | PP                              | Deferido               |
| 36301 | Edson Cruz Filho              | PTC     | João Pessoa Mais Feliz 2        | Renúncia               |
| 33234 | Edson da Saúde                | PMN     | João Pessoa Mais Feliz 2        | Indeferido             |
| 12666 | Eduardo                       | PDT     | Pra Seguir em Frente 1          | Deferido               |
| 23500 | Eduardo Carneiro              | PPS     | Unidos por João Pessoa 1        | Deferido               |
| 25100 | Eduardo Paulino               | DEM     | Pra Seguir em Frente 2          | Indeferido             |
| 36111 | Edvaldo do Cidade Verde       | PTC     | João Pessoa Mais Feliz 2        | Deferido               |
| 33800 | Edvânia                       | PMN     | João Pessoa Mais Feliz 2        | Deferido               |
| 20013 | Eliane de Laranjeira          | PSC     | Unidos por João Pessoa 2        | Deferido               |
| 20277 | Elias Marques                 | PSC     | Unidos por João Pessoa 2        | Deferido               |
| 25123 | Elielton Lima                 | DEM     | Pra Seguir em Frente 2          | Deferido               |
| 13234 | Eliezer Gomes                 | PT      | Unidos por João Pessoa 1        | Deferido               |
| 45000 | Eliza Virgínia                | PSDB    | Por amor a João Pessoa Sempre 1 | Deferido               |
| 45003 | Elizabeth                     | PSDB    | Por amor a João Pessoa Sempre 1 | Deferido               |
| 65992 | Emanuelle                     | PCdoB   | Pra Seguir em Frente 4          | Deferido               |
| 45500 | Eraldo Lopes                  | PSDB    | Por amor a João Pessoa Sempre 1 | Deferido               |
| 27027 | Erica Matuta                  | PSDC    | Por amor a João Pessoa Sempre 1 | Deferido               |
| 27111 | Eriomilza Estrela             | PSDC    | Por amor a João Pessoa Sempre 1 | Deferido               |
| 10000 | Eudes Henrique                | PRB     | Unidos por João Pessoa 2        | Deferido               |
| 54444 | Eugênio Falcão                | PPL     | João Pessoa Mais Feliz 2        | Deferido               |
| 50925 | Eulina Marreira               | PSD     | Pra Seguir em Frente 3          | Indeferido             |
| 11452 | Eurípedes Leal                | PP      | PP                              | Deferido               |
| 33444 | Evan Holmes                   | PMN     | João Pessoa Mais Feliz 2        | Deferido               |
| 27765 | Evanildo                      | PSDC    | Por amor a João Pessoa Sempre 1 | Deferido               |
| 45745 | Everaldo Leite                | PSDB    | Por amor a João Pessoa Sempre 1 | Deferido               |
| 10100 | Evilásio Dantas               | PRB     | Unidos por João Pessoa 2        | Deferido               |
| 11199 | Fabiana                       | PP      | PP                              | Deferido               |
| 12201 | Fabiana Madruga               | PDT     | Pra Seguir em Frente 1          | Indeferido             |
| 10500 | Fabiano do Carro de Lixo      | PRB     | Unidos por João Pessoa 2        | Deferido               |
| 27123 | Fábio da Gadi                 | PSDC    | Por amor a João Pessoa Sempre 1 | Deferido               |
| 10831 | Fatinha                       | PRB     | Unidos por João Pessoa 2        | Indeferido             |
| 11999 | Felipe Leitão                 | PP      | PP                              | Deferido               |
| 20220 | Fernando Yplá                 | PSC     | Unidos por João Pessoa 2        | Deferido               |
| 50349 | Fernanda Mendonça             | PSOL    | PSOL                            | Deferido               |
| 25700 | Fernando do Grotão            | DEM     | Pra Seguir em Frente 2          | Deferido               |
| 13456 | Fernando Lopes                | PT      | Unidos por João Pessoa 1        | Deferido               |
| 15555 | Fernando Milanez              | PMDB    | João Pessoa Mais Feliz 1        | Deferido               |
| 54321 | Filipe Freire                 | PPL     | João Pessoa Mais Feliz 2        | Deferido               |
| 70888 | Flaviano Tudo Cell            | PTdoB   | Por amor a João Pessoa Sempre 3 | Deferido               |
| 11000 | Flávio Panta                  | PP      | PP                              | Deferido               |
| 17148 | Flávio Santiago               | PSL     | Por amor a João Pessoa Sempre 3 | Deferido               |
| 20777 | Francinaldo Nanau             | PSC     | Unidos por João Pessoa 2        | Deferido               |
| 45222 | Francinete                    | PSDB    | Por amor a João Pessoa Sempre 1 | Deferido               |
| 50237 | Francisca                     | PSOL    | PSOL                            | Deferido               |
| 27770 | Francisca Luzia               | PSDC    | Por amor a João Pessoa Sempre 1 | Deferido               |
| 28333 | Francisco Tito                | PRTB    | João Pessoa do Futuro           | Deferido               |
| 43002 | Francys Costa                 | PV      | Pra Seguir em Frente 4          | Indeferido             |
| 13800 | Fuba                          | PT      | Unidos por João Pessoa 1        | Deferido               |
| 43190 | Fulustreca Alfaiate           | PV      | Pra Seguir em Frente 4          | Renúncia               |
| 28014 | Gabriel                       | PRTB    | João Pessoa do Futuro           | Deferido               |
| 33222 | Garcia da Metalúrgica         | PMN     | João Pessoa Mais Feliz 2        | Deferido               |
| 55789 | Garotinho do Esporte          | PSD     | Pra Seguir em Frente 2          | Deferido               |
| 54333 | Geovania Falcão               | PPL     | João Pessoa Mais Feliz 2        | Deferido               |
| 20007 | Geraldo Carneiro              | PSC     | Unidos por João Pessoa 2        | Deferido               |
| 25078 | Gil Melândia                  | DEM     | Pra Seguir em Frente 2          | Deferido               |
| 12000 | Givanildo Melo                | PDT     | Pra Seguir em Frente 1          | Deferido               |
| 17999 | Gleiciene Batista             | PSL     | Por amor a João Pessoa Sempre 3 | Indeferido             |
| 65279 | Glória Virgínio               | PCdoB   | Pra Seguir em Frente 4          | Deferido               |
| 65200 | Gorete Mamede                 | PCdoB   | Pra Seguir em Frente 4          | Deferido               |
| 20030 | Gorete Sales                  | PSC     | Unidos por João Pessoa 2        | Indeferido             |
| 20555 | Graça Amiga de Sempre         | PSC     | Unidos por João Pessoa 2        | Indeferido             |
| 65991 | Gregória Benário              | PCdoB   | Pra Seguir em Frente 4          | Deferido               |
| 14111 | Guarabira                     | PTB     | João Pessoa Mais Feliz 1        | Deferido               |
| 23222 | Guarabira do Jardim Planalto  | PPS     | Unidos por João Pessoa 1        | Indeferido             |
| 28000 | Guido Romero                  | PRTB    | João Pessoa do Futuro           | Indeferido com recurso |
| 31444 | Guiomar                       | PHS     | João Pessoa do Futuro           | Deferido               |
| 25555 | Gustavo Fortuna               | DEM     | Pra Seguir em Frente 2          | Deferido               |
| 14134 | Gustavo Magno                 | PTB     | João Pessoa Mais Feliz 1        | Deferido               |
| 33133 | Heitorzinho                   | PMN     | João Pessoa Mais Feliz 1        | Deferido               |
| 33456 | Helena Carvalho               | PMN     | João Pessoa Mais Feliz 1        | Deferido               |
| 45888 | Helena Holanda                | PSDB    | Por amor a João Pessoa Sempre 1 | Deferido               |
| 20008 | Hellena                       | PSC     | Unidos por João Pessoa 2        | Deferido               |
| 11110 | Helton Renê                   | PP      | PP                              | Deferido               |
| 17165 | Henri Malzac                  | PSL     | Por amor a João Pessoa Sempre 3 | Deferido               |
| 11366 | Hercília Silva                | PP      | PP                              | Deferido               |
| 50130 | Hercílio Rocha                | PSOL    | PSOL                            | Indeferido             |
| 13013 | Hermano Queiroz               | PT      | Unidos por João Pessoa 1        | Deferido               |
| 65265 | Heronildo Aquino              | PCdoB   | Pra Seguir em Frente 4          | Deferido               |
| 28100 | Higor Falcone                 | PRTB    | João Pessoa do Futuro           | Deferido               |
| 13660 | Hipólito Rodrigues            | PT      | Unidos por João Pessoa 1        | Indeferido com recurso |
| 33789 | Hosana do São José            | PMN     | João Pessoa Mais Feliz 2        | Deferido               |
| 13500 | Idevaldo Barbosa              | PT      | Unidos por João Pessoa 1        | Deferido               |
| 70321 | Igor Ramalho                  | PTdoB   | Por amor a João Pessoa Sempre 3 | Deferido               |
| 55607 | Ildenise                      | PSD     | Pra Seguir em Frente 3          | Deferido               |
| 11789 | Inácio Ramos                  | PP      | PP                              | Deferido               |
| 70111 | Índio do Distrito             | PTdoB   | Por amor a João Pessoa Sempre 3 | Renúncia               |
| 36236 | Intérprete Reginaldo          | PTC     | João Pessoa Mais Feliz 2        | Deferido               |
| 25345 | Iraquitan Dias                | DEM     | Pra Seguir em Frente 2          | Deferido               |
| 65777 | Irmã Glória                   | PCdoB   | Pra Seguir em Frente 4          | Deferido               |
| 20321 | Irmão Aluísio                 | PSC     | Unidos por João Pessoa 2        | Deferido               |
| 10111 | Irmão do Táxi                 | PRB     | Unidos por João Pessoa 2        | Deferido               |
| 31500 | Irmão Jailson                 | PHS     | João Pessoa do Futuro           | Deferido               |
| 17722 | Irmão Mailton                 | PSL     | Por amor a João Pessoa Sempre 3 | Deferido               |
| 11678 | Ironaldo Leal                 | PP      | PP                              | Deferido               |
| 17789 | Isabel Monteiro               | PSL     | Por amor a João Pessoa Sempre 3 | Deferido               |
| 10541 | Isleide                       | PRB     | Unidos por João Pessoa 2        | Deferido               |
| 44777 | Israel Barros                 | PRP     | Pra Seguir em Frente 3          | Deferido               |
| 15009 | Ítalo Medeiros                | PMDB    | João Pessoa Mais Feliz 1        | Deferido               |
| 22318 | Ivanda                        | PR      | João Pessoa Mais Feliz 1        | Indeferido             |
| 20003 | Ivania Henriques              | PSC     | Unidos por João Pessoa 2        | Deferido               |
| 10631 | Jackeline                     | PRB     | Unidos por João Pessoa 2        | Deferido               |
| 27246 | Jáder da Vox                  | PSDC    | Por amor a João Pessoa Sempre 1 | Deferido               |
| 43789 | Jadson                        | PV      | Pra Seguir em Frente 4          | Deferido               |
| 70233 | Jailson Cavalcante            | PTdoB   | Por amor a João Pessoa Sempre 3 | Deferido               |
| 11011 | Jair Soares                   | PP      | PP                              | Deferido               |
| 10950 | Jakinha                       | PRB     | Unidos por João Pessoa 2        | Deferido               |
| 70015 | Janaína                       | PTdoB   | Por amor a João Pessoa Sempre 3 | Deferido               |
| 25500 | Jânio da Defensoria Pública   | DEM     | Pra Seguir em Frente 2          | Deferido               |
| 40222 | Jardel Cabral                 | PSB     | Pra Seguir em Frente 1          | Deferido               |
| 15456 | Jaqueline Barbosa             | PMDB    | João Pessoa Mais Feliz 1        | Deferido               |
| 10953 | Jaqueline Lima                | PRB     | Unidos por João Pessoa 2        | Deferido               |
| 25645 | Jefferson Ribeiro             | DEM     | Pra Seguir em Frente 2          | Deferido               |
| 36203 | Jessé da Creche               | PTC     | João Pessoa Mais Feliz 2        | Deferido               |
| 14567 | João Abrantes                 | PTB     | João Pessoa Mais Feliz 1        | Deferido               |
| 15123 | João Almeida                  | PMDB    | João Pessoa Mais Feliz 1        | Deferido               |
| 27222 | João Corujinha                | PSDC    | Por amor a João Pessoa Sempre 1 | Deferido               |
| 10778 | João do Doce                  | PRB     | Unidos por João Pessoa 2        | Deferido               |
| 70456 | João do Eventos PB            | PTdoB   | Por amor a João Pessoa Sempre 3 | Deferido               |
| 25040 | João do Lanche                | DEM     | Pra Seguir em Frente 2          | Deferido               |
| 22456 | João dos Santos               | PR      | João Pessoa Mais Feliz 1        | Deferido               |
| 55100 | João Fellix Júnior            | PSD     | Pra Seguir em Frente 3          | Deferido               |
| 65123 | João Meira                    | PCdoB   | Pra Seguir em Frente 4          | Deferido               |
| 43144 | João Muleta                   | PV      | Pra Seguir em Frente 4          | Deferido               |
| 20444 | João Neto                     | PSC     | Unidos por João Pessoa 2        | Deferido               |
| 55666 | Joãozinho Bessa               | PSD     | Pra Seguir em Frente 3          | Deferido               |
| 54123 | Joãozinho Lambafera           | PPL     | João Pessoa Mais Feliz 2        | Deferido               |
| 36999 | Joaquim do LDF                | PTC     | João Pessoa Mais Feliz 2        | Deferido               |
| 17303 | Joatan                        | PSL     | Por amor a João Pessoa Sempre 3 | Deferido               |
| 20221 | Joca                          | PSC     | Unidos por João Pessoa 2        | Deferido               |
| 65300 | John Werberth                 | PCdoB   | Pra Seguir em Frente 4          | Deferido               |
| 40018 | Jonas Acredit                 | PSB     | Pra Seguir em Frente 1          | Deferido               |
| 70070 | Jonas Batista                 | PTdoB   | Por amor a João Pessoa Sempre 3 | Deferido               |
| 19000 | Jonatha                       | PTN     | Pra Seguir em Frente 2          | Deferido               |
| 25007 | Jonathan Silva                | DEM     | Pra Seguir em Frente 2          | Deferido               |
| 65565 | Jonildo Cavalcanti            | PCdoB   | Pra Seguir em Frente 4          | Deferido               |
| 54999 | Jordanya                      | PPL     | João Pessoa Mais Feliz 2        | Deferido               |
| 13123 | Jorge Camilo                  | PT      | Unidos por João Pessoa 1        | Deferido               |
| 33100 | Jorge Luís                    | PMN     | João Pessoa Mais Feliz 2        | Deferido               |
| 43220 | Josafá                        | PV      | Pra Seguir em Frente 4          | Deferido               |
| 13888 | José Belo                     | PT      | Unidos por João Pessoa 1        | Deferido               |
| 50174 | José Ferreira                 | PSOL    | PSOL                            | Renúncia               |
| 22156 | José Horlando                 | PR      | João Pessoa Mais Feliz 1        | Deferido               |
| 11232 | José Jorge                    | PP      | PP                              | Deferido               |
| 43444 | Joselita Holanda              | PV      | Pra Seguir em Frente 4          | Deferido               |
| 28900 | Josevaldo                     | PRTB    | João Pessoa do Futuro           | Deferido               |
| 65713 | Josilene                      | PCdoB   | Pra Seguir em Frente 4          | Deferido               |
| 11888 | Josimar Ótica                 | PP      | PP                              | Deferido               |
| 43456 | Josival                       | PV      | Pra Seguir em Frente 4          | Deferido               |
| 15321 | Josué Diesel                  | PMDB    | João Pessoa Mais Feliz 1        | Deferido               |
| 44123 | Jovem China                   | PRP     | Pra Seguir em Frente 3          | Deferido               |
| 10310 | Juarez Marques                | PRB     | Unidos por João Pessoa 2        | Deferido               |
| 33888 | Juliana Oliveira              | PMN     | João Pessoa Mais Feliz 2        | Deferido               |
| 23050 | Juliane Ramalho               | PPS     | Unidos por João Pessoa 2        | Renúncia               |
| 19110 | Júnio Som                     | PTN     | Pra Seguir em Frente 2          | Deferido               |
| 25777 | Júnior Brasil                 | DEM     | Pra Seguir em Frente 2          | Deferido               |
| 55755 | Júnior da Banca               | PSD     | Pra Seguir em Frente 3          | Deferido               |
| 10102 | Júnior Félix                  | PRB     | Unidos por João Pessoa 2        | Deferido               |
| 15789 | Júnior Frazão                 | PMDB    | João Pessoa Mais Feliz 1        | Deferido               |
| 25456 | Júnior Pires                  | DEM     | Pra Seguir em Frente 2          | Deferido               |
| 40999 | Juscelino                     | PSB     | Pra Seguir em Frente 1          | Deferido               |
| 11355 | Kaline Souza                  | PP      | PP                              | Deferido               |
| 25300 | Karla Herika                  | DEM     | Pra Seguir em Frente 2          | Deferido               |
| 28555 | Karlene                       | PRTB    | João Pessoa do Futuro           | Renúncia               |
| 20006 | Kathariny Araújo              | PSC     | Unidos por João Pessoa 2        | Deferido               |
| 13913 | Kathia Celene                 | PT      | Unidos por João Pessoa 1        | Deferido               |
| 15155 | Kátia Braga                   | PMDB    | João Pessoa Mais Feliz 1        | Deferido               |
| 13313 | Kátia Regina                  | PT      | Unidos por João Pessoa 1        | Deferido               |
| 28999 | Keke                          | PRTB    | João Pessoa do Futuro           | Renúncia               |
| 11711 | Kumamoto                      | PP      | PP                              | Deferido               |
| 27456 | Laércio Silva                 | PSDC    | Por amor a João Pessoa Sempre 1 | Deferido               |
| 36123 | Laudecir                      | PTC     | João Pessoa Mais Feliz 2        | Deferido               |
| 13145 | Legal                         | PT      | Unidos por João Pessoa 1        | Deferido               |
| 55555 | Legy Pedro                    | PSD     | Pra Seguir em Frente 3          | Deferido               |
| 10001 | Lena                          | PRB     | Unidos por João Pessoa 2        | Deferido               |
| 10935 | Leninha                       | PRB     | Unidos por João Pessoa 2        | Deferido               |
| 55123 | Léo Bezerra                   | PSD     | Pra Seguir em Frente 3          | Deferido               |
| 65101 | Léo do Colinas                | PCdoB   | Pra Seguir em Frente 4          | Deferido               |
| 50500 | Leonardo Padilha              | PSOL    | PSOL                            | Renúncia               |
| 43222 | Leonio                        | PV      | Pra Seguir em Frente 4          | Renúncia               |
| 45400 | Libório Lacerda               | PSDB    | Por amor a João Pessoa Sempre 1 | Deferido               |
| 54111 | Lilian Falcão                 | PPL     | João Pessoa Mais Feliz 2        | Deferido               |
| 10597 | Lilizinha                     | PRB     | Unidos por João Pessoa 2        | Deferido               |
| 45013 | Limbervando Paulino           | PSDB    | Por amor a João Pessoa Sempre 1 | Deferido               |
| 22234 | Lirida                        | PR      | João Pessoa Mais Feliz 1        | Deferido               |
| 15777 | Lis Albuquerque               | PMDB    | João Pessoa Mais Feliz 1        | Deferido               |
| 40333 | Lourdinha Dantas              | PSB     | Pra Seguir em Frente 1          | Deferido               |
| 31888 | Luana                         | PHS     | João Pessoa do Futuro           | Deferido               |
| 13071 | Luana Benele                  | PT      | Unidos por João Pessoa 1        | Deferido               |
| 25121 | Lucas de Brito                | DEM     | Pra Seguir em Frente 2          | Deferido               |
| 65994 | Lúcia                         | PCdoB   | Pra Seguir em Frente 4          | Deferido               |
| 40500 | Luciana Carvalho              | PSB     | Pra Seguir em Frente 1          | Deferido               |
| 23012 | Luciana Ribeiro               | PPS     | Unidos por João Pessoa 1        | Deferido               |
| 54654 | Luciano Eletricista           | PPL     | João Pessoa Mais Feliz 2        | Deferido               |
| 45004 | Lucimar                       | PSDB    | Por amor a João Pessoa Sempre 1 | Deferido               |
| 11876 | Lúcio Castanha                | PP      | PP                              | Deferido               |
| 11777 | Luiz Alves                    | PP      | PP                              | Deferido               |
| 65650 | Luiz Carlos Gomes             | PCdoB   | Pra Seguir em Frente 4          | Deferido               |
| 12333 | Luiz Pereira                  | PDT     | Pra Seguir em Frente 1          | Deferido               |
| 20021 | Luiz Rodrigues                | PSC     | Unidos por João Pessoa 2        | Deferido               |
| 23111 | Luiz da Padaria               | PPS     | Unidos por João Pessoa 1        | Renúncia               |
| 10380 | Macedo da Shot                | PRB     | Unidos por João Pessoa 2        | Deferido               |
| 70331 | Madalena                      | PTdoB   | Por amor a João Pessoa Sempre 3 | Deferido               |
| 45789 | Mailson Dantas                | PSDB    | Por amor a João Pessoa Sempre 1 | Deferido               |
| 44333 | Malu                          | PRP     | Pra Seguir em Frente 3          | Deferido               |
| 20888 | Mana Lisboa                   | PSC     | Unidos por João Pessoa 2        | Deferido               |
| 15678 | Mangueira                     | PMDB    | João Pessoa Mais Feliz 1        | Deferido               |
| 20345 | Manoel Inácio Neto            | PSC     | Unidos por João Pessoa 2        | Deferido               |
| 45005 | Marcela                       | PSDB    | Por amor a João Pessoa Sempre 1 | Deferido               |
| 36717 | Marcélio do Caldo de Cana     | PTC     | João Pessoa Mais Feliz 2        | Renúncia               |
| 45999 | Marcelo                       | PSDB    | Por amor a João Pessoa Sempre 1 | Deferido               |
| 44555 | Marcelo Maia                  | PRP     | Pra Seguir em Frente 3          | Deferido               |
| 23900 | Marcelo Piancó                | PPS     | Unidos por João Pessoa 1        | Deferido               |
| 14440 | Márcia                        | PTB     | João Pessoa Mais Feliz 1        | Renúncia               |
| 11321 | Márcio Alencar                | PP      | PP                              | Deferido               |
| 10300 | Márcio Domingos               | PRB     | Unidos por João Pessoa 2        | Deferido               |
| 23000 | Marco Antonio                 | PPS     | Unidos por João Pessoa 1        | Deferido               |
| 55888 | Marco Camelo                  | PSD     | Pra Seguir em Frente 3          | Deferido               |
| 15000 | Marconi Paiva                 | PMDB    | João Pessoa Mais Feliz 1        | Indeferido com recurso |
| 15222 | Marcos Bandeira               | PMDB    | João Pessoa Mais Feliz 1        | Deferido               |
| 50000 | Marcos Dias                   | PSOL    | PSOL                            | Deferido               |
| 45178 | Marcos Júnior                 | PSDB    | Por amor a João Pessoa Sempre 1 | Deferido               |
| 15666 | Marcos Paiva                  | PMDB    | João Pessoa Mais Feliz 1        | Deferido               |
| 15000 | Marcos Rocha                  | PMDB    | João Pessoa Mais Feliz 1        | Deferido               |
| 45678 | Marcos Vinícius Nóbrega       | PSDB    | Por amor a João Pessoa Sempre 1 | Deferido               |
| 70007 | Marcus Pabu                   | PTdoB   | Por amor a João Pessoa Sempre 3 | Deferido               |
| 13006 | Margareth Soares              | PTdoB   | Por amor a João Pessoa Sempre 3 | Deferido               |
| 70222 | Maria Auxiliadora             | PT      | Unidos por João Pessoa 1        | Deferido               |
| 45001 | Maria das Graças              | PSDB    | Por amor a João Pessoa Sempre 1 | Deferido               |
| 50827 | Maria do Socorro              | PSOL    | PSOL                            | Indeferido             |
| 10888 | Maria José Santos             | PRB     | Unidos por João Pessoa 2        | Renúncia               |
| 13555 | Maria José Soares             | PT      | Unidos por João Pessoa 1        | Deferido               |
| 33233 | Maria Maciel                  | PMN     | João Pessoa Mais Feliz 2        | Deferido               |
| 25008 | Maria Mel                     | DEM     | Pra Seguir em Frente 2          | Deferido               |
| 11834 | Maria Oliveira                | PP      | PP                              | Deferido               |
| 22190 | Maria Paraíba                 | PR      | João Pessoa Mais Feliz 1        | Deferido               |
| 11342 | Maria Valdete                 | PP      | PP                              | Deferido               |
| 23657 | Mariana Fernandes             | PPS     | Unidos por João Pessoa 1        | Renúncia               |
| 31777 | Marikota                      | PHS     | João Pessoa do Futuro           | Deferido               |
| 33013 | Marilene Gadelha              | PMN     | João Pessoa Mais Feliz 2        | Deferido               |
| 65234 | Marília Franca                | PCdoB   | Pra Seguir em Frente 4          | Deferido               |
| 31999 | Mariluce                      | PHS     | João Pessoa do Futuro           | Deferido               |
| 20000 | Mário da Caixa                | PSC     | Unidos por João Pessoa 2        | Deferido               |
| 20012 | Mário da Cruz                 | PSC     | Unidos por João Pessoa 2        | Deferido               |
| 70123 | Marmuthe Cavalcanti           | PTdoB   | Por amor a João Pessoa Sempre 3 | Deferido               |
| 55456 | Marquinho                     | PSD     | Pra Seguir em Frente 3          | Deferido               |
| 25999 | Mauri                         | DEM     | Pra Seguir em Frente 2          | Deferido               |
| 65190 | Mayara                        | PCdoB   | Pra Seguir em Frente 4          | Deferido               |
| 31222 | Mestre                        | PHS     | João Pessoa do Futuro           | Deferido               |
| 19321 | Mestre Cândido                | PTN     | Pra Seguir em Frente 2          | Renúncia               |
| 22555 | Michel Costa                  | PR      | João Pessoa Mais Feliz 1        | Deferido               |
| 17222 | Michelle Lima                 | PSL     | Por amor a João Pessoa Sempre 3 | Deferido               |
| 40844 | Miguel Gaudêncio              | PSB     | Pra Seguir em Frente 1          | Deferido               |
| 55645 | Milton Bessa Grill            | PSD     | Pra Seguir em Frente 3          | Deferido               |
| 65021 | Mirabô                        | PCdoB   | Pra Seguir em Frente 4          | Deferido               |
| 43331 | Missionária Marciana          | PV      | Pra Seguir em Frente 4          | Deferido               |
| 70223 | Morena                        | PTdoB   | Por amor a João Pessoa Sempre 3 | Deferido               |
| 13613 | Nadja Palitot                 | PT      | Unidos por João Pessoa 1        | Renúncia               |
| 25888 | Neide Araújo                  | DEM     | Pra Seguir em Frente 2          | Deferido               |
| 11311 | Neide Guedes                  | PP      | PP                              | Deferido               |
| 27105 | Nelson                        | PSDC    | Por amor a João Pessoa Sempre 1 | Cancelado              |
| 11611 | Neném Corretora               | PP      | PP                              | Deferido               |
| 23698 | Neno Rabello                  | DEM     | Pra Seguir em Frente 2          | Indeferido             |
| 20500 | Neto Zaccara                  | PSC     | Unidos por João Pessoa 2        | Deferido               |
| 28888 | Neusiana Fernandes            | PRTB    | João Pessoa do Futuro           | Deferido               |
| 70345 | Newton Jorge                  | PTdoB   | Por amor a João Pessoa Sempre 3 | Deferido               |
| 20567 | Nicola                        | PSC     | Unidos por João Pessoa 2        | Deferido               |
| 10624 | Nilda Gonçalves               | PRB     | Unidos por João Pessoa 2        | Deferido               |
| 19123 | Nilda Vieira                  | PTN     | Pra Seguir em Frente 2          | Deferido               |
| 19169 | Nildo Comerciário             | PTN     | Pra Seguir em Frente 2          | Indeferido             |
| 15999 | Nininho Mangabeira            | PMDB    | João Pessoa Mais Feliz 1        | Indeferido             |
| 14954 | O Andarilho                   | PTB     | João Pessoa Mais Feliz 1        | Deferido               |
| 54678 | Odilon Chumbinho              | PPL     | João Pessoa Mais Feliz 2        | Deferido               |
| 40444 | Odilon Filho                  | PSB     | Pra Seguir em Frente 1          | Deferido               |
| 25029 | Oneide Tomé                   | DEM     | Pra Seguir em Frente 2          | Deferido               |
| 40666 | Onilda Matias                 | PSB     | Pra Seguir em Frente 1          | Deferido               |
| 28222 | Orlando                       | PRTB    | João Pessoa do Futuro           | Deferido               |
| 17111 | Pablo Farias                  | PSL     | Por amor a João Pessoa Sempre 3 | Deferido               |
| 15444 | Padre Adelino                 | PMDB    | João Pessoa Mais Feliz 1        | Deferido               |
| 20456 | Padre Gutemberg               | PSC     | Unidos por João Pessoa 2        | Deferido               |
| 13113 | Padre Júnior                  | PT      | Unidos por João Pessoa 1        | Deferido               |
| 54120 | Palito de Cruz das Armas      | PPL     | João Pessoa Mais Feliz 2        | Renúncia               |
| 19119 | Pastor Francisco              | PTN     | Pra Seguir em Frente 2          | Deferido               |
| 36700 | Pastor Gil Roberto            | PTC     | João Pessoa Mais Feliz 2        | Deferido               |
| 10123 | Pastor Miguel Arcanjo         | PRB     | Unidos por João Pessoa 2        | Deferido               |
| 36222 | Pastora Auxiliadora Firmino   | PTC     | João Pessoa Mais Feliz 2        | Deferido               |
| 33321 | Patrícia do Vale              | PMN     | João Pessoa Mais Feliz 2        | Deferido               |
| 40200 | Paula Frassinete              | PSB     | Pra Seguir em Frente 1          | Deferido               |
| 70700 | Paulinho Guedes               | PTdoB   | Por amor a João Pessoa Sempre 3 | Deferido               |
| 20666 | Paulo Guimarães               | PSC     | Unidos por João Pessoa 2        | Deferido               |
| 15551 | Paulo Sérgio Neves            | PMDB    | João Pessoa Mais Feliz 1        | Deferido               |
| 45111 | Paulo Siqueira                | PSDB    | Por amor a João Pessoa Sempre 1 | Deferido               |
| 11211 | Paulo Souto                   | PP      | PP                              | Deferido               |
| 13666 | Pedrinho do PT                | PT      | Unidos por João Pessoa 1        | Deferido               |
| 14633 | Pedro Alberto Coutinho        | PTB     | João Pessoa Mais Feliz 1        | Deferido               |
| 43100 | Pedro Cascavel                | PV      | Pra Seguir em Frente 4          | Deferido               |
| 40456 | Pedro Coutinho                | PSB     | Pra Seguir em Frente 1          | Renúncia               |
| 10444 | Pedro da Faixada              | PRB     | Unidos por João Pessoa 2        | Deferido               |
| 45613 | Pedro Flores                  | PSDB    | Por amor a João Pessoa Sempre 1 | Deferido               |
| 27232 | Pedro o Agente de Saúde       | PSDC    | Por amor a João Pessoa Sempre 1 | Deferido               |
| 70023 | Poliana Dantas                | PTdoB   | Por amor a João Pessoa Sempre 3 | Deferido               |
| 70890 | Possidônio                    | PTdoB   | Por amor a João Pessoa Sempre 3 | Deferido               |
| 13015 | Priscilla Andrade             | PT      | Unidos por João Pessoa 1        | Deferido               |
| 23100 | Professor Américo             | PPS     | Unidos por João Pessoa 1        | Deferido               |
| 65555 | Professor Brasileiro          | PCdoB   | Pra Seguir em Frente 4          | Deferido               |
| 44222 | Professor Chaves              | PRP     | Pra Seguir em Frente 3          | Deferido               |
| 12789 | Professor Gabriel             | PDT     | Pra Seguir em Frente 1          | Deferido               |
| 33333 | Professor Geraldo             | PMN     | João Pessoa Mais Feliz 2        | Deferido               |
| 31333 | Professor Jakson              | PHS     | João Pessoa do Futuro           | Deferido               |
| 25678 | Professor João Alberto        | DEM     | Pra Seguir em Frente 2          | Deferido               |
| 36333 | Professor Marconildo Viegas   | PTC     | João Pessoa Mais Feliz 2        | Deferido               |
| 70133 | Professor Mendes              | PTdoB   | Por amor a João Pessoa Sempre 3 | Deferido               |
| 33123 | Professor Paiva               | PMN     | João Pessoa Mais Feliz 2        | Deferido               |
| 22100 | Professor Wagner              | PR      | João Pessoa Mais Feliz 1        | Deferido               |
| 36789 | Professor Roberto Oliveira    | PTC     | João Pessoa Mais Feliz 2        | Deferido               |
| 15255 | Professora Ana                | PMDB    | João Pessoa Mais Feliz 1        | Indeferido             |
| 33678 | Quinho                        | PMN     | João Pessoa Mais Feliz 2        | Deferido               |
| 45123 | Rafael Monteiro               | PSDB    | Por amor a João Pessoa Sempre 1 | Deferido               |
| 16116 | Rafael Silva                  | PSTU    | PSTU                            | Deferido               |
| 55110 | Raíssa Lacerda                | PSD     | Pra Seguir em Frente 3          | Deferido               |
| 40257 | Rayza Lyra                    | PSB     | Pra Seguir em Frente 1          | Deferido               |
| 16123 | Rama Dantas                   | PSTU    | PSTU                            | Deferido               |
| 12123 | Raoni Mendes                  | PDT     | Pra Seguir em Frente 1          | Deferido               |
| 19999 | Raul José                     | PTN     | Pra Seguir em Frente 2          | Deferido               |
| 22999 | Rejane Marinho                | PR      | João Pessoa Mais Feliz 1        | Deferido               |
| 40111 | Renato Martins                | PSB     | Pra Seguir em Frente 1          | Deferido               |
| 13777 | Ricardo Agra                  | PT      | Unidos por João Pessoa 1        | Deferido               |
| 31000 | Ricardo Fernandes             | PHS     | João Pessoa do Futuro           | Deferido               |
| 20111 | Rinaldo Maranhão              | PSC     | Unidos por João Pessoa 2        | Deferido               |
| 13789 | Rinaldo Mota                  | PT      | Unidos por João Pessoa 1        | Deferido               |
| 70000 | Rinaldo Rodrigues             | PTdoB   | Por amor a João Pessoa Sempre 3 | Deferido               |
| 31146 | Rique                         | PHS     | João Pessoa do Futuro           | Deferido               |
| 17345 | Roberto Agra                  | PSL     | Por amor a João Pessoa Sempre 3 | Deferido               |
| 11345 | Roberto César                 | PP      | PP                              | Deferido               |
| 50222 | Roberto Glênio                | PSOL    | PSOL                            | Deferido               |
| 27333 | Roberto Gomes                 | PSDC    | Por amor a João Pessoa Sempre 1 | Deferido               |
| 10256 | Roberto Hugo                  | PRB     | Unidos por João Pessoa 2        | Deferido               |
| 15600 | Roberto Luna                  | PMDB    | João Pessoa Mais Feliz 1        | Deferido               |
| 14333 | Roberto Tuareg's              | PTB     | João Pessoa Mais Feliz 1        | Deferido               |
| 22922 | Robson Xavier                 | PR      | João Pessoa Mais Feliz 1        | Deferido               |
| 43999 | Rodolfo Vieira                | PV      | Pra Seguir em Frente 4          | Deferido               |
| 14123 | Rodrigo Mateus                | PTB     | João Pessoa Mais Feliz 1        | Deferido               |
| 45555 | Rodrigo Senador               | PSDB    | Por amor a João Pessoa Sempre 1 | Deferido               |
| 10046 | Rodrigues Pezão               | PRB     | Unidos por João Pessoa 2        | Deferido               |
| 12222 | Rogério Troccoli              | PDT     | Pra Seguir em Frente 1          | Deferido               |
| 45333 | Rômulo Dantas                 | PSDB    | Por amor a João Pessoa Sempre 1 | Deferido               |
| 20123 | Rômulo do CRECI               | PSC     | Unidos por João Pessoa 2        | Deferido               |
| 20999 | Ronaldo Queiroz               | PSC     | Unidos por João Pessoa 2        | Deferido               |
| 25157 | Roosevelt Medeiros            | DEM     | Pra Seguir em Frente 2          | Deferido               |
| 25000 | Rosa                          | DEM     | Pra Seguir em Frente 2          | Deferido               |
| 11377 | Rosa Dias                     | PP      | PP                              | Deferido               |
| 31123 | Rosan Cabeludo                | PHS     | João Pessoa do Futuro           | Deferido               |
| 50384 | Rosângela                     | PSOL    | PSOL                            | Deferido               |
| 20011 | Rosa Rita                     | PSC     | Unidos por João Pessoa 2        | Deferido               |
| 20005 | Roseane Medeiros              | PSC     | Unidos por João Pessoa 2        | Deferido               |
| 45002 | Rosenilda                     | PSDB    | Por amor a João Pessoa Sempre 1 | Deferido               |
| 29829 | Rossana Mouta                 | PCO     | PCO                             | Indeferido             |
| 50739 | Rozeli                        | PSOL    | PSOL                            | Deferido               |
| 13000 | Rosélia Nascimento            | PT      | Unidos por João Pessoa 1        | Deferido               |
| 40100 | Rúbia Formiga                 | PSB     | Pra Seguir em Frente 1          | Deferido               |
| 10999 | Russo Balboa                  | PRB     | Unidos por João Pessoa 2        | Deferido               |
| 11001 | Sandra                        | PP      | PP                              | Renúncia               |
| 45007 | Sandra Maria                  | PSDB    | Por amor a João Pessoa Sempre 1 | Deferido               |
| 40400 | Sandra Marrocos               | PSB     | Pra Seguir em Frente 1          | Deferido               |
| 65111 | Sandro Frutas                 | PCdoB   | Pra Seguir em Frente 1          | Indeferido             |
| 23999 | Sandro Galvão                 | PPS     | Unidos por João Pessoa 1        | Deferido               |
| 12777 | Sandro Goveia                 | PDT     | Pra Seguir em Frente 1          | Indeferido             |
| 45906 | Sandro Motoboy                | PSDB    | Por amor a João Pessoa Sempre 1 | Deferido               |
| 10222 | Sandro Pitta                  | PRB     | Unidos por João Pessoa 2        | Deferido               |
| 25567 | Santiago                      | DEM     | Pra Seguir em Frente 2          | Deferido               |
| 70777 | Santino                       | PTdoB   | Por amor a João Pessoa Sempre 3 | Deferido               |
| 31007 | Sargento Edmilson             | PHS     | João Pessoa do Futuro           | Deferido               |
| 20190 | Sargento Neto                 | PSC     | Unidos por João Pessoa 2        | Deferido               |
| 12126 | Sargento Paulino              | PDT     | Pra Seguir em Frente 1          | Deferido               |
| 20120 | Sebastião Urtiga              | PSC     | Unidos por João Pessoa 2        | Deferido               |
| 27773 | Selma Lima                    | PSDC    | Por amor a João Pessoa Sempre 1 | Deferido               |
| 50005 | Sérgio                        | PSOL    | PSOL                            | Deferido               |
| 33006 | Sérgio Alves                  | PMN     | João Pessoa Mais Feliz 2        | Deferido               |
| 17123 | Sérgio da SAC                 | PSL     | Por amor a João Pessoa Sempre 3 | Deferido               |
| 40777 | Sérgio Lucena                 | PSB     | Pra Seguir em Frente 1          | Deferido               |
| 10456 | Sérgio Meira                  | PRB     | Unidos por João Pessoa 2        | Renúncia               |
| 50123 | Seu Ciço                      | PSOL    | PSOL                            | Deferido               |
| 11344 | Severino Gouveia              | PP      | PP                              | Renúncia               |
| 33122 | Severino São José             | PMN     | João Pessoa Mais Feliz 2        | Deferido               |
| 65993 | Sheila da Silva               | PCdoB   | Pra Seguir em Frente 4          | Deferido               |
| 13003 | Sheyla Patrícia               | PT      | Unidos por João Pessoa 1        | Deferido               |
| 17071 | Sidney Sandrinni              | PSL     | Por amor a João Pessoa Sempre 3 | Deferido               |
| 45321 | Silvinha Paulino              | PSDB    | Por amor a João Pessoa Sempre 1 | Deferido               |
| 25521 | Simone                        | DEM     | Pra Seguir em Frente 2          | Deferido               |
| 40004 | Socorro Alencar               | PSB     | Pra Seguir em Frente 1          | Deferido               |
| 55855 | Socorro Menezes               | PSD     | Pra Seguir em Frente 3          | Deferido               |
| 13131 | Sônia Lima                    | PT      | Unidos por João Pessoa 1        | Deferido               |
| 40077 | Suca                          | PSB     | Pra Seguir em Frente 1          | Deferido               |
| 17555 | Suzan                         | PSL     | Por amor a João Pessoa Sempre 3 | Deferido               |
| 14222 | Suzana Lucena                 | PTB     | João Pessoa Mais Feliz 1        | Deferido               |
| 23321 | Tadeu Neves                   | PPS     | Unidos por João Pessoa 1        | Deferido               |
| 43043 | Tarcísio Andrade              | PV      | Pra Seguir em Frente 4          | Deferido               |
| 70604 | Tereza Cristina               | PTdoB   | Por amor a João Pessoa Sempre 3 | Deferido               |
| 20100 | Tertuliano Chianca            | PSC     | Unidos por João Pessoa 2        | Deferido               |
| 36669 | Thamyres                      | PTC     | João Pessoa Mais Feliz 2        | Indeferido             |
| 23023 | Thiago Diniz                  | PPS     | Unidos por João Pessoa 1        | Deferido               |
| 20800 | Tia Beta                      | PSC     | Unidos por João Pessoa 2        | Deferido               |
| 13300 | Tia Luzia                     | PT      | Unidos por João Pessoa 1        | Deferido               |
| 55333 | Tiba de Mangabeira            | PSD     | Pra Seguir em Frente 3          | Deferido               |
| 31234 | Tico Fiscal                   | PHS     | João Pessoa do Futuro           | Deferido               |
| 28800 | Titela                        | PRTB    | João Pessoa do Futuro           | Deferido               |
| 65456 | Tonhão                        | PCdoB   | Pra Seguir em Frente 4          | Deferido               |
| 70987 | Tony Fernandes                | PTdoB   | Por amor a João Pessoa Sempre 3 | Deferido               |
| 19777 | Trajano                       | PTN     | Pra Seguir em Frente 2          | Deferido               |
| 33777 | Ubiratan                      | PMN     | João Pessoa Mais Feliz 2        | Deferido               |
| 14555 | Valdete                       | PTB     | João Pessoa Mais Feliz 1        | Deferido               |
| 43333 | Valdete Verde                 | PV      | Pra Seguir em Frente 4          | Renúncia               |
| 22666 | Valdevino                     | PR      | João Pessoa Mais Feliz 1        | Deferido               |
| 10114 | Valmir Júnior                 | PRB     | Unidos por João Pessoa 2        | Deferido               |
| 65445 | Valquíria                     | PCdoB   | Pra Seguir em Frente 4          | Renúncia               |
| 23333 | Val Rangel                    | PPS     | Unidos por João Pessoa 1        | Deferido               |
| 17147 | Valter Gás                    | PSL     | Por amor a João Pessoa Sempre 3 | Deferido               |
| 12567 | Valter Nogueira               | PDT     | Pra Seguir em Frente 1          | Deferido               |
| 50110 | Van Dantas                    | PSOL    | PSOL                            | Indeferido             |
| 70789 | Vandinho                      | PTdoB   | Por amor a João Pessoa Sempre 3 | Deferido               |
| 70001 | Vanuzia                       | PTdoB   | Por amor a João Pessoa Sempre 3 | Deferido               |
| 19789 | Verônica                      | PTN     | Pra Seguir em Frente 2          | Renúncia               |
| 10321 | Vevé Assembleia               | PRB     | Unidos por João Pessoa 2        | Deferido               |
| 55444 | Vieira                        | PSD     | Pra Seguir em Frente 3          | Deferido               |
| 23777 | Walmir Limeira                | PPS     | Unidos por João Pessoa 1        | Deferido               |
| 36036 | Walter Ataíde                 | PTC     | João Pessoa Mais Feliz 2        | Deferido               |
| 45666 | Walter Gomes                  | PSDB    | Por amor a João Pessoa Sempre 1 | Deferido               |
| 20001 | Weliton Maia                  | PSC     | Unidos por João Pessoa 2        | Deferido               |
| 27777 | Wellington Cardoso            | PSDC    | Por amor a João Pessoa Sempre 1 | Deferido               |
| 70010 | Wilder Kehrle                 | PTdoB   | Por amor a João Pessoa Sempre 3 | Deferido               |
| 17441 | Wilson Duarte                 | PSL     | Por amor a João Pessoa Sempre 3 | Renúncia               |
| 65477 | Wilson Matias                 | PCdoB   | Pra Seguir em Frente 4          | Deferido               |
| 13333 | Wilton Fernandes              | PT      | Unidos por João Pessoa 1        | Deferido               |
| 43111 | Xexéu Pessoa                  | PV      | Pra Seguir em Frente 4          | Deferido               |
| 40555 | Xuxa da Praia                 | PSB     | Pra Seguir em Frente 1          | Deferido               |
| 55113 | Zagna Maga                    | PSD     | Pra Seguir em Frente 3          | Deferido               |
| 31190 | Zeca do Transporte Escolar    | PHS     | João Pessoa do Futuro           | Deferido               |
| 45456 | Zé Dantas                     | PSDB    | Por amor a João Pessoa Sempre 1 | Deferido               |
| 25025 | Zé do Rádio                   | DEM     | Pra Seguir em Frente 2          | Deferido               |
| 36126 | Zé Maria                      | PTC     | João Pessoa Mais Feliz 2        | Deferido               |
| 70112 | Zé Maria Irmão da Tapioca     | PTdoB   | Por amor a João Pessoa Sempre 3 | Renúncia               |
| 70019 | Zenaide                       | PTdoB   | Por amor a João Pessoa Sempre 3 | Deferido               |
| 70556 | Zeza do Leite                 | PTdoB   | Por amor a João Pessoa Sempre 3 | Renúncia               |
| 40616 | Zezinho do Botafogo           | PSB     | Pra Seguir em Frente 1          | Deferido               |
| 45611 | Zezito do Carimbo             | PSDB    | Por amor a João Pessoa Sempre 1 | Deferido               |
| 54000 | Zyzo A Voz do Povo            | PPL     | João Pessoa Mais Feliz 2        | Deferido               |

## Pesquisas

### Primeiro Turno
| Data                       | Instituto | Luciano Cartaxo (PT) | Cícero Lucena (PSDB) | José Maranhão (PMDB) | Estelizabel Bezerra (PSB) | Brancos e Nulos | Indecisos |
| -------------------------- | --------- | -------------------- | -------------------- | -------------------- | ------------------------- | --------------- | --------- |
| 10 de agosto de 2012 [a]   | Ibope     | 14%                  | 26%                  | 27%                  | 9%                        | 12%             | 10%       |
| 21 de setembro de 2012 [b] | Ibope     | 29%                  | 20%                  | 18%                  | 14%                       | 10%             | 6%        |
| 6 de outubro de 2012 [c]   | Ibope     | 27%                  | 18%                  | 19%                  | 15%                       | 10%             | 9%        |

a  - Lourdes Sarmento (PCO) chegou a 1% das intenções de voto. Renan Palmeira (PSOL) e Antônio Radical (PSTU) não pontuaram.
b  - Renan Palmeira (PSOL) , Antônio Radical (PSTU) e Lourdes Sarmento (PCO) chegaram a 1% das intenções de voto.
c  - Renan Palmeira (PSOL) e Antônio Radical (PSTU) chegaram a 1% das intenções de voto. Lourdes Sarmento (PCO) não pontuou.

### Segundo Turno
| Data                      | Instituto | Luciano Cartaxo (PT) | Cícero Lucena (PSDB) | Brancos e Nulos | Indecisos |
| ------------------------- | --------- | -------------------- | -------------------- | --------------- | --------- |
| 19 de outubro de 2012 [d] | Ibope     | 65%                  | 24%                  | 6%              | 5%        |
| 27 de outubro de 2012 [e] | Ibope     | 63%                  | 24%                  | 7%              | 6%        |

## Resultados do primeiro turno

### Prefeito
Resultado das eleições para prefeito de João Pessoa. 100,00% apurado.
| Candidato(a)           | Candidato(a)              | Vice                       | 1º turno 15 de novembro de 2020 | 1º turno 15 de novembro de 2020 | 2º turno 29 de novembro de 2020 | 2º turno 29 de novembro de 2020 |
| Candidato(a)           | Candidato(a)              | Vice                       | Total                           | Porcentagem                     | Total                           | Porcentagem                     |
| ---------------------- | ------------------------- | -------------------------- | ------------------------------- | ------------------------------- | ------------------------------- | ------------------------------- |
|                        | Luciano Cartaxo (PT)      | Nonato Bandeira (PPS)      | 142.158                         | 38,32%                          | 246.581                         | 68,13%                          |
|                        | Cícero Lucena (PSDB)      | Ítalo Kumamoto (PSC)       | 75.170                          | 20,27%                          | 115.369                         | 31,87%                          |
|                        | Estelizabel Bezerra (PSB) | Efraim Filho (DEM)         | 74.498                          | 20,08%                          | Não participaram                | Não participaram                |
|                        | José Maranhão (MDB)       | Tavinho Santos (PTB)       | 69.978                          | 18,87%                          | Não participaram                | Não participaram                |
|                        | Renan Palmeira (PSOL)     | Ana Júlia (PSOL)           | 5.830                           | 1,57%                           | Não participaram                | Não participaram                |
|                        | Antônio Radical (PSTU)    | Marcelino Rodrigues (PSTU) | 2.102                           | 0,57%                           | Não participaram                | Não participaram                |
|                        | Lourdes Sarmento (PCO)    | Michel Costa (PCO)         | 1.102                           | 0,32%                           | Não participaram                | Não participaram                |
| Total de votos válidos | Total de votos válidos    | Total de votos válidos     | 370.928                         | 91,06%                          | 361.950                         | 91,07%                          |
| → Votos em branco      | → Votos em branco         | → Votos em branco          | 13.690                          | 3,36%                           | 11.758                          | 2,96%                           |
| → Votos nulos          | → Votos nulos             | → Votos nulos              | 22.745                          | 5,58%                           | 23.720                          | 5,97%                           |
| Total de votos         | Total de votos            | Total de votos             | 407.363                         |                                 | 397.428                         |                                 |
| Abstenções             | Abstenções                | Abstenções                 | 72.874                          | 15,17%                          | 82.809                          | 17,24%                          |
| Total de inscritos     |                           |                            |                                 |                                 |                                 |                                 |

### Vereador
O resultado pelas 27 vagas da Câmara Municipal de João Pessoa obteve um novo quadro de vereadores no qual teve oito novos parlamentares. Dos 21 atuais vereadores, 18 concorreram à reeleição, apenas quatro não conseguiram a reeleição.